# 運動 (物理學)
在物理学中，运动是指物体在空间中的相對位置随着时间而变化。讨论运动必须取一定的参考系，但参考系是任选的。运动是物理学的核心概念，对运动的研究开创力学这门科学。现代物理学是建立在力学基础上的科学，物理学中的各个科目只有在建立起一套力学规律后才被视为完备的学科。

## 研究历史
运动是人类最习以为常的自然现象。但人类史上各古文明中，只有古希腊人認真研究過運動。亚里士多德的《物理学》阐述一套系统的运动理论，是古希腊人对运动研究的最高成就。亚里士多德把运动分为两种：天然运动（如天体的圆周运动和物体的自由下落）和激发运动（如投掷或推拉一个物体）。亚里士多德认为，力是物体保持运动狀態的原因。对于天然运动，这个力来源于自身重力，对于激发运动，则来源于外加力。
17世纪，随着伽利略等人对运动进行深入系统的研究。人们意识到物体在不受外力的情况下，将保持原有的运动状态；力不是维持运动的原因，而是改变运动状态的原因。这些认识被牛顿总结为牛顿运动定律，得出了普适的运动方程，可以精确计算物体的运动轨迹。以此为基础，建立起了经典力学。
20世纪初，爱因斯坦提出相对论，改变人类对时间和空间的观念。运动的观念也随之修正。三维空间中的运动轨迹已不足以完整的刻划运动，要以四维时空中的轨迹（“世界线”）取代之。
三维运动空间和四维时空射影空间，爱因斯坦提出相对论後，四维时空射影空间开始在物理学界走俏。其实，爱因斯坦的四维时空，其三个独立的空间坐标和时间坐标是紧密相关联的，它们并非是四个毫不相关联的独立坐标，所以，爱因斯坦的四维时空恰好就是和三维运动空间完全等价的射影空间。
量子力学的出现也赋予运动以新的意义。在量子力学中，运动不再具有确定的轨道。运动方程（薛定谔方程）所描述的是系统波函数在全空间中的演化。路径积分则认为，物体运动并非沿着单一的路径运动，而是在（相空间裡）起点和终点间所有可能的路径上运动。

## 定义

### 机械运动
在物理学中，把一个物体相对于另一个物体位置的变化称作为机械运动，简称运动。

### 参照物
要判断一个物体是否在运动，必须选择另一个物体作为标准，这个作为标准的物体叫做参照物。对于同一个物体的运动，选择的参照物不同，得出的结论也有可能是不同的。

### 运动和静止的相对性
自然界中一切物体都在运动，因为地球本身在自转，所以绝对静止的物体是不存在的。通常所描述的物体的运动或静止都是相对于某一个参照物而言的。同一个物体是运动还是静止，取决于所选的参照物，这就是运动和静止的相对性。
相对静止的条件：两个物体向同一方向，以同样的快慢前进。

## 匀速直线运动
物体沿直线运动时，如果在相等时间内通过的路程都相等，这种运动叫匀速直线运动。

### 路程
运动物体通过的路径的长度称为路程。在国际单位中，路程的单位是米（m）。

#### 比较物体运动快慢的三种方法
- 比较物体通过相等路程所用的时间的长短，所用时间短的运动得快
- 比较物体在相等时间内通过路程的长短，通过路程较长的运动得快
- 物体通过的路程和时间都不相等时，比较路程与时间的比值（单位时间内通过的路程），比值大的运动得快

### 速度
做匀速直线运动的物体，单位时间内通过的路程称为该物体运动的速度。

#### 速度公式
计算公式：{\displaystyle v={\frac {s}{t}}}。
国际单位：米/秒（m/s）；常用单位：千米/时（km/h）。

## 变速直线运动
物体沿直线运动，如果在相等时间内通过的路程不相等，这种运动就称为变速直线运动。

### 平均速度
做变速直线运动的物体通过的路程除以所用的时间，就是物体在这段时间内的平均速度。

### 平均速度公式
计算公式：{\displaystyle v={\frac {s}{t}}}。
国际单位：米/秒（m/s）。